# Рамм, Лев Моисеевич
Лев (Леон) Моисеевич Рамм (15 июля 1906, Витебск, Российская империя — 15 декабря 1986, Ленинград, РСФСР, СССР) — советский спортсмен (русские и стоклеточные шашки). Заслуженный тренер СССР (1966). Судья всесоюзной категории (1936). Мастер спорта (1927).
Шашечный теоретик и педагог. Совместно с В. А. Соковым внёс значительный вклад в анализ дебютов Новоленинградская защита, Ленинградская защита (названые по месту жительства шашечных теоретиков). Один из дебютов в русских шашках, в разработку которого он и его ученик Эдуард Цукерник внесли значительный вклад, называется Игра Рамма—Цукерника.

## Биография
В годы Великой Отечественной войны воевал на Ленинградском фронте, награждён орденами Отечественной войны и Красной Звезды, медалью За оборону Ленинграда и многими другими медалями.
После окончания курсов артиллерийских техников служил в части, расположенной в Колпино. Весной 1942-го был ранен. После лечения в госпитале направлен на Карельский перешеек, где и завершил войну.
Скончался 15 декабря 1986 года в Ленинграде. Похоронен на Большеохтинском кладбище.

## Спортивные достижения

### Русские шашки
- 1927 г. — Москва — финал III чемпионата СССР — 11-е место;
- 1928 г. — чемпионат Белоруссии — 2-3-е места;
- 1930 г. — Москва — финал IV чемпионата СССР — 6-8-е места;
- 1931 г. — Москва — всесоюзный показательный турнир мастеров — 2-3-е места;
- 1934 г. — Москва — финал V чемпионата СССР — 11-12-е места;
- 1934 г. — Ленинград — финал VI чемпионата СССР — 11-13-е места;
- 1935 г. — Краматорск — первенство ЦС Союза тяжелого машиностроения — 1-е место;
- 1936 г. — чемпионат ВЦСПС — 2-е место;
- 1937 г. — чемпионат Ленинграда — 1-2-е места;
- 1938 г. — чемпионат ВЦСПС — 5-6-е места;
- 1938 г. — Киев — финал VII чемпионата СССР — 2-7-е места;
- 1939 г. — Иваново — чемпионат ЦС ДСО «Основа» — 1-е место;
- 1945 г. — Москва — финал VIII чемпионата СССР — 9-10-е места;
- 1947 г. — чемпионат Ленинграда — 1-2-е места;
- 1948 г. — чемпионат Ленинграда — 1-2-е места;
- 1949 г. — Москва — финал XI чемпионата СССР — 7-11-е места;
- 1950 г. — чемпионат Ленинграда — 1-е место;
- 1952 г. — чемпионат Ленинграда — 1-е место;
- 1956 г. — чемпионат ЦС ДСО «Авангард» — 1-е место;
- 1956 г. — Подольск Московской обл. — командный чемпионат ВЦСПС — 2-е место на 1-й доске и 2-3-е места в составе команды «Авангард»;
- 1968 г. — чемпионат Леноблсовета ДСО «Труд» — 1-2-е места;
- 1969 г. — чемпионат Леноблсовета ДСО «Труд» — 1-е место;

### 100-клеточные шашки
- 1939 г. — чемпионат Ленинграда — 1-2-е места;
- 1956 г. — Киев — финал III чемпионата СССР — 7-8-е места.

## Школа Рамма
Став шашечным тренером, Лев Рамм создал плеяду ленинградских мастеров игры. Занятия проходили в Ленинградском Дворце пионеров и школьников, где он проработал более 20 лет.
Среди его учеников несколько гроссмейстеров, десятки мастеров и сотни шашистов высших разрядов:
Виктор Литвинович, Владимир Голосуев, Эдуард Цукерник, Соломон Гершт, Андрей Напреенков, Александр Рац, Евгений Лысенко, Юрий Альперович, Игорь Алексеев, Всеволод Мошкин, Исаак Сигнаевский, Владимир Меркин, Борис Розенфельд, Дмитрий Лонд, Сергей Егоров, Ираида Спасская, Борис Кузнецов, Михаил Пронин, Елена Герчикова, Геннадий Савельев, Борис Александров, Николай Кононов, Яков Каплунов, Юрий Леликов, Геннадий Белкин, Галина Кузнецова (Романова), Владимир Рошкевич, Надежда Дьяченко и другие. Начинал заниматься у Рамма в экспериментальной группе стоклеточников Михаил Кореневский.
Выпускница школы Рамма Ираида Спасская, четырёхкратная чемпионка СССР, впоследствии сама тренер, говорила:

 Лев Моисеевич был удивительно талантливым человеком, который умел увлечь своих учеников. Мы благодарны ему и за то, что он учил нас понимать не только шашки, но и саму жизнь. Скажу также, что развитие стоклеточных шашек в нашем городе начал именно Лев Рамм.— Б.Корольков. Он учил нас понимать жизнь//Санкт-Петербургские ведомости, №96  от  31.05.2006
Результаты сборных команд Ленинграда в юношеских первенствах СССР (в последовательности: год, место проведения, занятое место, фамилии участников ленинградской команды)
- 1951 г. — Ленинград — 1-е место;
- 1952 г. — Ростов-на-Дону — 2-е место (но был дележ первого командного места) — С. Егоров, Ю. Альперович;
- 1960 г. — Ульяновск — 3-4-е места — Б. Кузнецов, В. Голосуев;
- 1961 г. — Таганрог — 1-е место — Б. Кузнецов, В. Литвинович;
- 1962 г. — Севастополь — 1-е место — В. Литвинович, Б. Кузнецов, И. Спасская, В. Голосуев;
- 1963 г. — Черновцы — 1-е место — В. Литвинович, Б. Кузнецов, Е. Герчикова, В. Голосуев, представитель С. Гершт;
- 1964 г. — Таллин — зональная Спартакиада школьников — 1-е место — В. Голосуев, В. Литвинович, Б. Александров, Г. Романова;
- 1965 г. — Севастополь — 1-е место — В. Литвинович, Я. Каплунов, Г. Романова, Н. Кононов;
- 1966 г. — Юрмала — 5-е место — В. Литвинович, Я. Каплунов, Г. Романова, М. Харламов;
- 1967 г. — Тирасполь — 1-е место — А. Напреенков, Г. Романова, М. Харламов в составе команды ДСО «Труд» (ещё один участник команды — москвич А. Чулков играл на 1-й доске), тренер-представитель — московский мастер Ю. Смирнов;
- 1968 г. Севастополь — 1-е место — А. Напреенков, В. Дудковский, Г. Романова, тренеры-преподаватели Н. Кононов и Б. Кузнецов, кроме Л. М. Рамма команду готовил также С. С. Маньшин.